# Josephine Baker (LP 1951)
Josephine Baker è il primo LP della cantante franco-statunitense Joséphine Baker, pubblicato nel 1951.

## Tracce

### Lato A
1. La Petite Tonkinoise (Georges Villard, Henri Christiné, Vincent Scotto)
2. Haiti (Géo Koger, Vincent Scotto)
3. Pardon Si Je T'importune (Andy Bay, Cesare Celani, Henri Varna, Marc Cab)
4. C'est Lui! (Georges Van Parys, Roger Bernstein)

### Lato B
1. Si J'etais Blanche (Robert Lelièvre, Henri Varna, Lennart Falk)
2. Sans Amour (Alex Farel, Charles Borel-Clerc)
3. Aux Iles Hawai (Pascal Bastia)
4. J'ai Deux Amours (Two Loves Have I) (Géo Koger, Henri Varna, Vincent Scotto)